# Simpsonichthys notatus
Simpsonichthys notatus är en fiskart som först beskrevs av Costa, Lacerda och Brasil, 1990.  Simpsonichthys notatus ingår i släktet Simpsonichthys och familjen Rivulidae. Inga underarter finns listade i Catalogue of Life.